# Мунтеле Бокулуј (Клуж)
Мунтеле Бокулуј (рум. Muntele Bocului) насеље је у Румунији у округу Клуж у општини Бајишоара. Oпштина се налази на надморској висини од 1136 m.

## Становништво
Према подацима из 2002. године у насељу је живело 59 становника, од којих су сви румунске националности.